# Kapelle St. Reinoldi (Rupelrath)

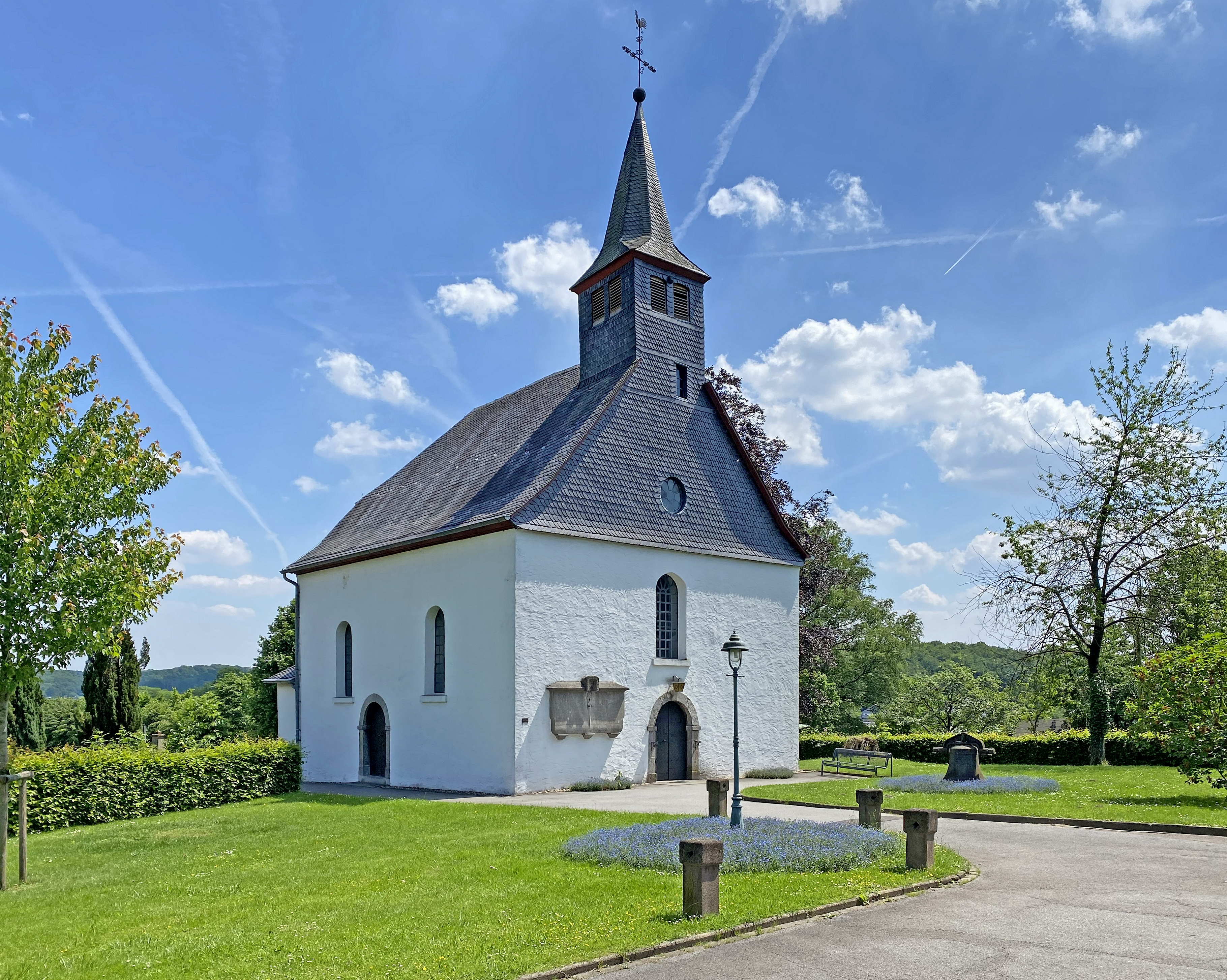
Kapelle St. Reinoldi

Die Kapelle der Evangelischen Kirchengemeinde St. Reinoldi Rupelrath ist das zweitälteste erhaltene Gebäude in Solingen. Es befindet sich im Ortsteil Rupelrath nahe der Stadtgrenzen zu Langenfeld und Leichlingen.

## Geschichte
Die Kapelle hat schon im 14. Jahrhundert bestanden. Einer Kölner Urkunde zufolge wurden im Jahr 1056 Reliquien von Köln nach Dortmund transportiert. Eine Theorie über den ungewöhnlichen, weil außerhalb des eigentlichen Dorfes gelegenen Standort der Kapelle besagt, dass an der Stelle, an der die Reliquien übergeben wurden, zunächst ein Gedenkstein errichtet wurde. Später dann, zu Zeiten der Pest, entstand daraus ein dem Pestheiligen St. Reinoldus geweihtes Gotteshaus.
Im Jahre 1718 fand ein Umbau und eine teilweise Erneuerung der Kapelle statt. Einige Mauerreste des alten Gebäudes sind dabei benutzt worden, doch wurde die Portalseite vollständig neu aufgeführt. Die Kapelle diente ehemals dem katholischen Gottesdienst. Nach dem Religionsvergleich in Cleve im Jahre 1672 wurde sie den Evangelischen zugesprochen, da hier fast alle Einwohner zum evangelischen Glauben übergetreten waren. Von der evangelischen Gemeinde Rupelrath ist ein Kollektenbuch vom 25. August 1783 erhalten geblieben. Bis zum Jahre 1840 war die Kapelle eine Filiale der Solinger Kirche, und der Gottesdienst wurde von den Solinger Pfarrern ausgeübt. Von da ab ist Rupelrath eine eigene Pfarre.

## Architektur
Die Kapelle ist ein einfacher Saalbau mit Chorraum und Apsis. Sie wird von einem Satteldach aus Schieferplatten gedeckt und ist mit einem Dachreiter als Glockenturm an der Portalseite versehen. Der Glockenturm hat Schalllöcher an allen vier Seiten und endet in einer schlanken Turmspitze, die mit einem Kreuz bekrönt wird.
Schlicht und einfach ist das Kirchlein im Innern gehalten. Der ehemalige Taufstein trägt jetzt die Kanzel. Im mittelalterlichen Chor wurden 1952 alte Wandmalereien freigelegt, die vermutlich bei der Erweiterung des Kirchenbaus 1718 weiß übertüncht worden waren. Sie erinnern an die „bonten Kerken“ im Oberbergischen, die allerdings aufwändiger gestaltet und farbiger sind. In der Apsiskalotte ist das Jüngste Gericht mit Christus, Maria und Johannes dem Täufer zu sehen. In der Höllenszene wird eine mit armen Seelen gefüllte Schubkarre vom Teufel davongefahren. Die Himmelspforte erscheint als romanischer Kirchenbau.

Diese Kapelle steht auf dem dazugehörigen Friedhof am Rande von Solingen. Hier finden regelmäßig Gottesdienste statt. Der älteste Grabstein trägt die Jahreszahl 1702 und ist älter als der jetzige Kapellenbau. Ein Doppelstein mit den Jahreszahlen 1708 und 1719 zeigt die Hausmarke der Familie Dickes.

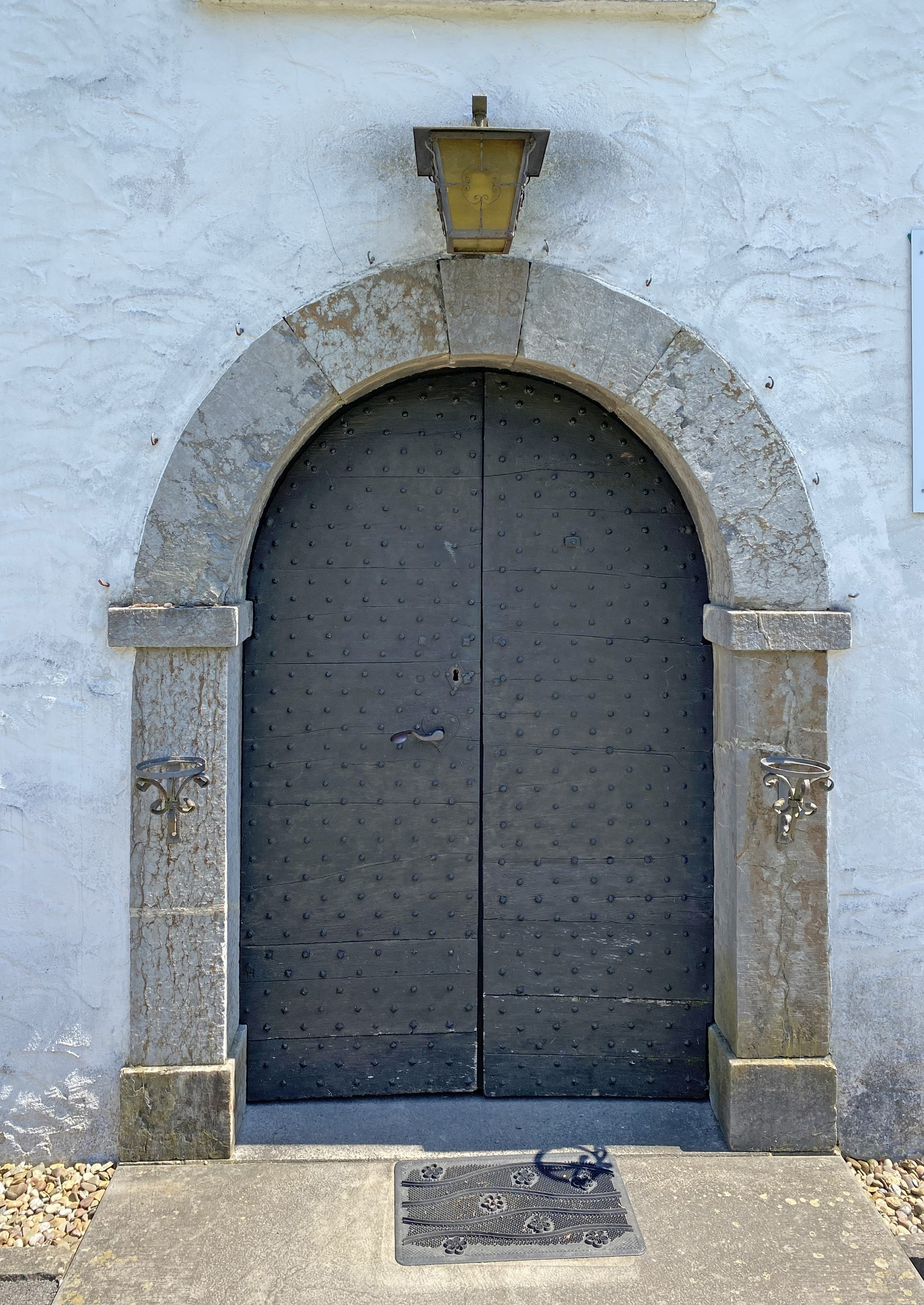
Portal
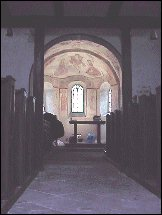
Innenraum
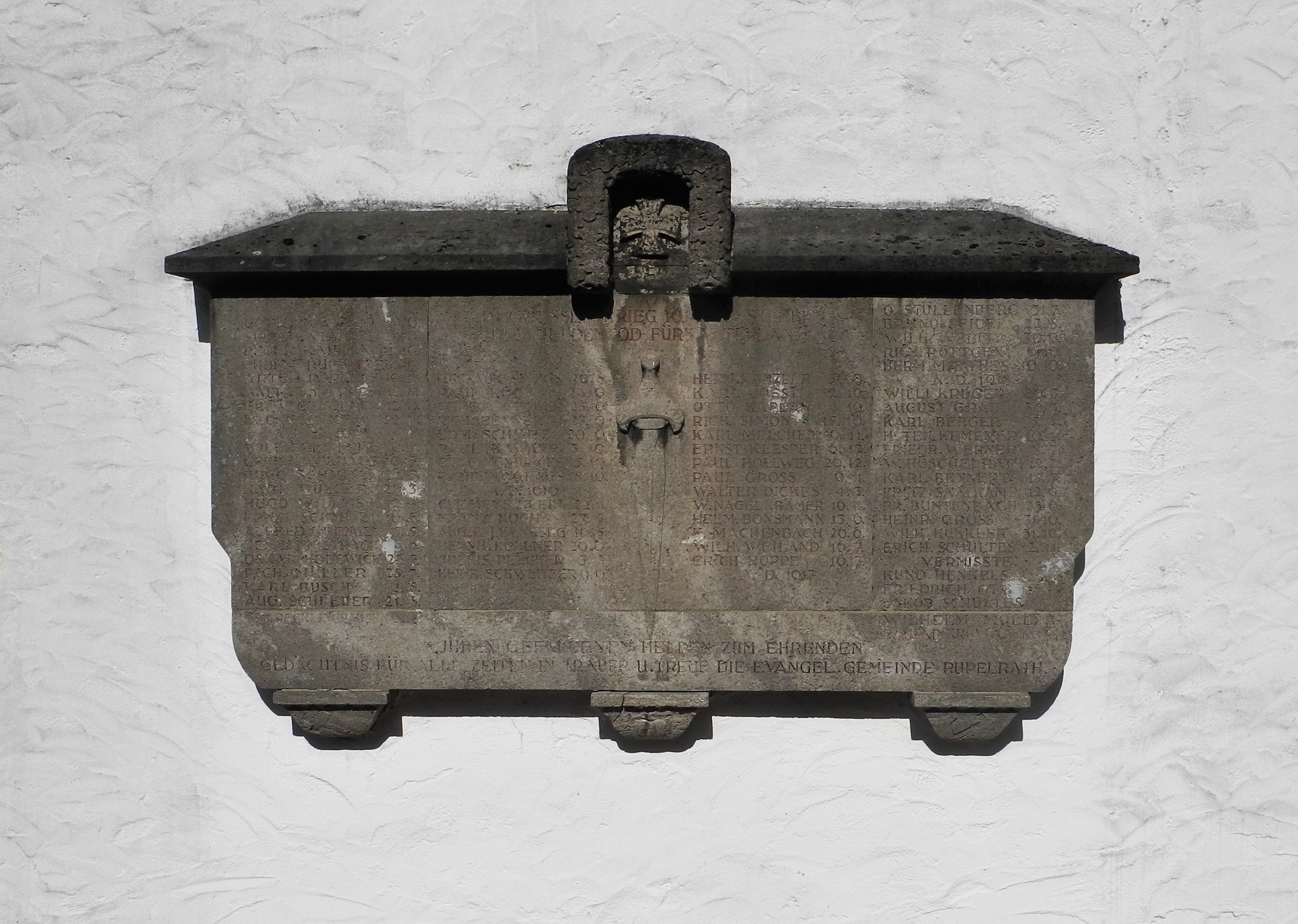
Gedenktafel neben dem Portal
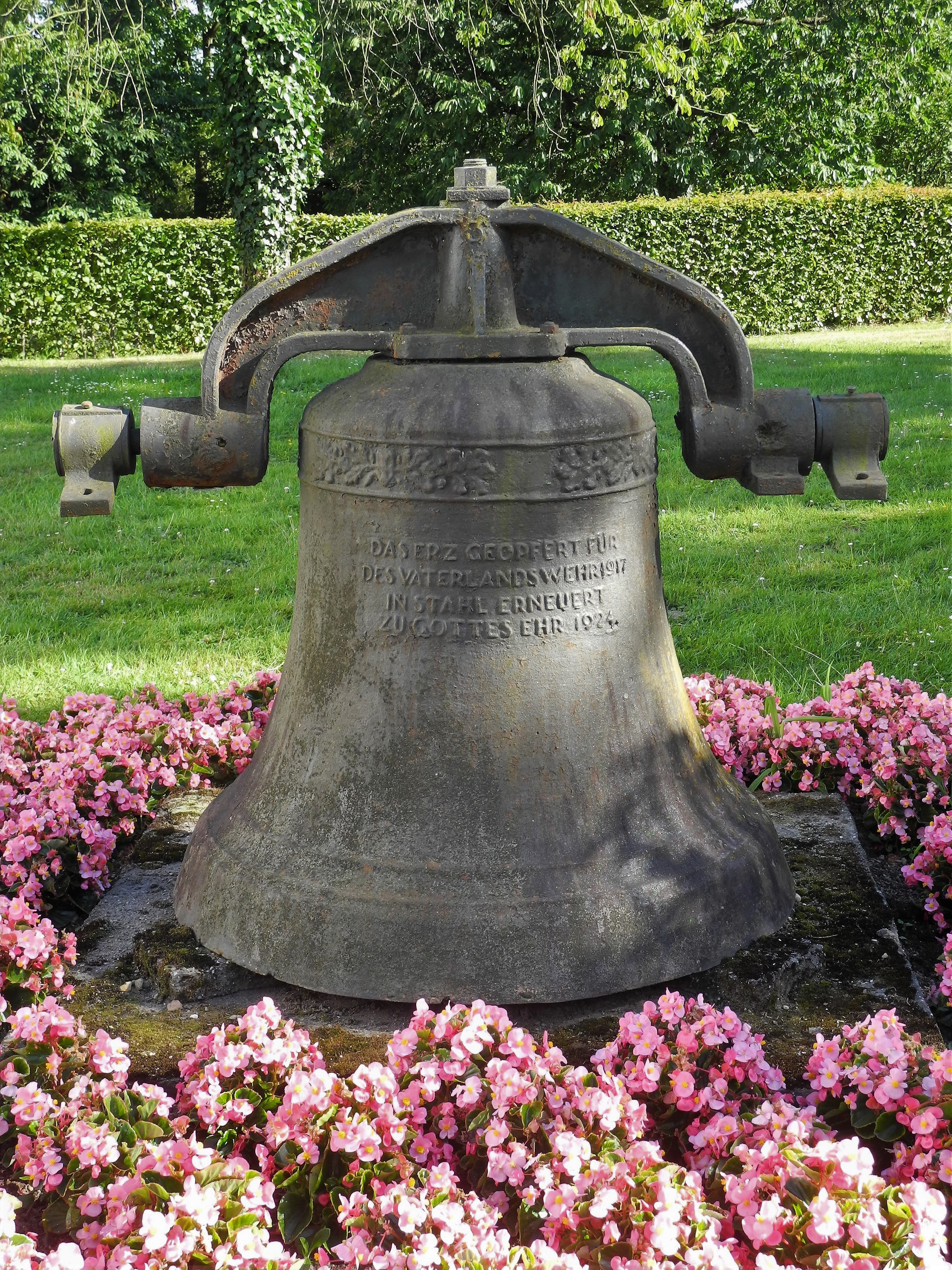
Alte Kirchenglocke
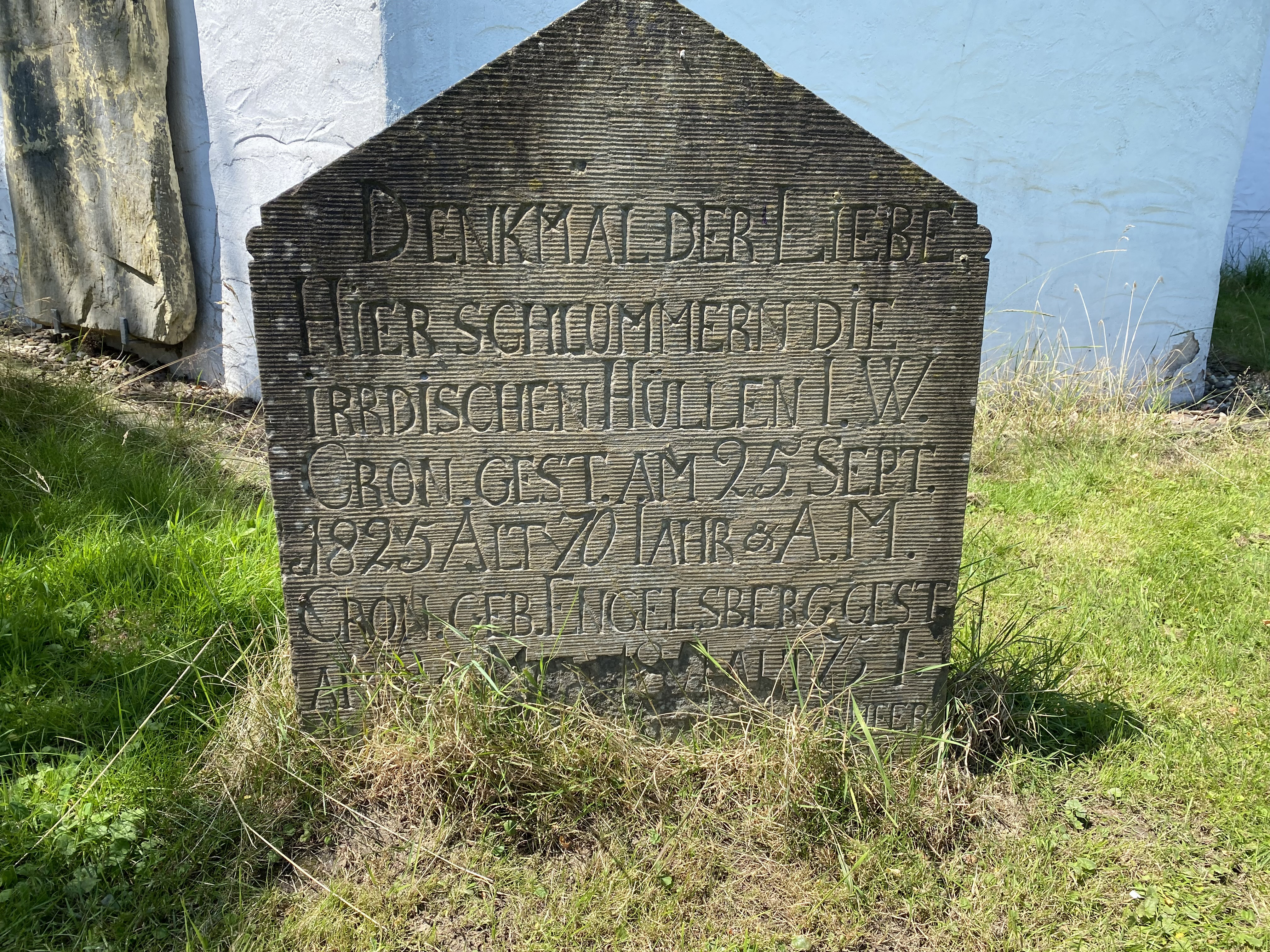
Ein Grabstein neben der Kapelle

## Orgel
Die Orgel verfügt über 1 Manual (vier Oktaven und eine Quint) und Pedal (eine Oktave und eine Sext) mit 8 klingenden Registern mit folgender Disposition:
| I Hauptwerk C–c4 |                |        |
| 1.               | Prinzipal      | 4′     |
| 2.               | Bordon         | 8′     |
| 3.               | Viola de Gamba | 8′     |
| 4.               | Flöte          | 4′     |
| 5.               | Quinte         | 1 2⁄3′ |
| 6.               | Oktav          | 2′     |

| Pedal C–g1 |           |        |
| 7.         | Offenbass | 8′     |
| 8.         | Quintbass | 5 1⁄3′ |

- Koppeln: 9. Pedalkoppel

## Sagen
An die Errichtung der St. Reinoldi-Kapelle knüpfen sich mehrere Sagen.
Eine Sage bringt die Entstehung der Kapelle mit dem Bau des Kölner Domes in Verbindung. Einer der Werkleute soll seinen Hammer fortgeworfen haben, der aber nicht sofort zur Erde fiel, sondern die mindestens 5 Stunden lange Strecke durch die Luft geflogen und dann da, wo jetzt die Kapelle steht, zur Erde gefallen sein soll. Dieses Wunder habe den Handwerker zum Bau der Reinoldi-Kapelle veranlasst.
Eine andere Sage meldet: Der Baumeister des Kölner Domes hatte sich eines Tages in dem großen Waldgebiete, das sich in unserer Gegend ausbreitet, verirrt. Nach langen Irrwegen tat er das Gelübde, dass an dem Orte, wo er Rettung finde, eine Kapelle errichtet werde. Er traf nun an der Stelle, wo jetzt die Kapelle steht, einen ortskundigen Mann, der ihm in höflicher Weise Auskunft und sogar auf eine größere Strecke das Geleit gab. Schon kurze Zeit später erfüllte der Baumeister sein Gelübde.
Eine dritte Sage erzählt, der hl. Reinold habe die Absicht gehabt, in der Einsamkeit der großen Wälder, die damals diese Gegend bedeckten, ein Kloster zu errichten. Zuerst habe er die Kapelle bauen lassen, sei aber mit seinen Arbeitsleuten in Streit geraten und erschlagen worden, wodurch der Gesamtplan nicht ausgeführt werden konnte.